# 施身法
施身法（藏語：གཅོད，威利转写：gcod，THL：Chöd），佛教術語，是一種禪定練習的方法，起源於大乘佛教，盛行在密宗與藏傳佛教中。這種修行法來自於般若經中，是結合了中觀學派與密宗的修行方法。

## 釋義
施身法，在藏文中是布施、服務的意思。它來自於梵文（cheda-sādhan）的藏文翻譯（gcod sgrub thabs）的簡稱，意思為割截身體的修行（羅馬化：sādhanā；藏語：སྒྲུབ་ཐབས་，威利转写：sgrub thabs）。
在大乘佛教經典中，佛陀在過去世進行菩薩修行時，曾經以自己的身體來布施給眾生。佛教修行者效法佛陀的行為，在禪定練習中，想像切割自己的身體，布施給一切眾生。

## 佛教理論
來自佛学中捨身喂虎、割肉饲鹰救鸽的説法，在屍陀林天葬传统中也提到亡者身体归于自然，应佈施给众生。